# Spirorbis margarita
Spirorbis margarita är en ringmaskart som beskrevs av Ziegler 1984. Spirorbis margarita ingår i släktet Spirorbis och familjen Serpulidae. Inga underarter finns listade i Catalogue of Life.